# Eparquia de la Mare de Déu del Paradís a Mèxic
L'Eparquia de la Mare de Déu del Paradís de la Ciutat de Mèxic (en castellà Eparquia de la Virgen del Paraíso de la Ciudad de Méjico; en llatí Eparchia Dominae Nostrae Paradisi in Civitate Mexicana Graecorum Melkitarum) és una seu de l'Església catòlica melquita a Mèxic, immediatament subjecta a la Santa Seu. Actualment la seu es troba vacant.

## Territori
La jurisdicció eparquial s'estén sobre tots els fidels de l'església catòlica melquita de tot Mèxic.
La seu eparquial és a la ciutat de Mèxic DF, on es troba l'única parròquia de l'eparquia, denominada «de Porta Coeli».

## Història
L'eparquia va ser erigida el 27 de febrer de 1988 mitjançant la butlla Apostolorum Principis del papa Joan Pau II.
Després de la sobtada mort de l'eparca Boutros Raï el 1994, van ser nomenats com a administradors apostòlics els arximandrites Antoine Mouhanna i Gabriel Ghanoum, i el 2015 l'eparca Nicholas James Samra.
El novembre de 2008 se celebrà a Mèxic el VI Congrés dels bisbes greco-melquites de l'emigració.

## Episcopologi
- Boutros (Pierre) Raï, B.A., 27 de febrer de 1988 - 7 de juny de 1994 (mort)
  - Sede vacante, des de 1994

## Estadístiques
A finals del 2005, la diòcesi tenia 4.700 batejats.
| any  | població | població | població | sacerdots | sacerdots       | sacerdots       | sacerdots             | diaques | religiosos | religiosos | parròquies |
| ---- | -------- | -------- | -------- | --------- | --------------- | --------------- | --------------------- | ------- | ---------- | ---------- | ---------- |
| any  | batejats | total    | %        | total     | clergat secular | clergat regular | batejats por sacerdot | diaques | homes      | dones      |            |
| 1990 | 2.000    | ?        | ?        | 1         | 1               |                 | 2.000                 |         |            |            | 1          |
| 1997 | 2.500    | ?        | ?        | 1         | 1               |                 | 2.500                 |         |            |            | 1          |
| 2000 | 2.500    | ?        | ?        | 2         | 1               | 1               | 1.250                 |         | 1          |            | 1          |
| 2001 | 2.500    | ?        | ?        | 2         | 1               | 1               | 1.250                 |         | 1          |            | 1          |
| 2002 | 4.500    | ?        | ?        | 3         | 1               | 2               | 1.500                 |         | 2          |            | 1          |
| 2004 | 4.600    | ?        | ?        | 4         | 1               | 3               | 1.150                 |         | 3          |            | 1          |
| 2005 | 4.700    | ?        | ?        | 5         | 2               | 3               | 940                   |         | 3          |            | 1          |